# Pileni
Pileni ist ein kleines Atoll mit nur einer Insel in der südöstlichen Provinz Temotu der Salomonen. Sie gehört zu den äußeren Inseln der Reef Islands im nördlichen Bereich der Inselgruppe der Santa-Cruz-Inseln.
Das einzige Dorf Lavakena liegt auf der Westseite der Insel, der Lagune zugewandt.
Die rund 200 Menschen zählende Bevölkerung ist polynesischen Ursprungs. Die Einwohner sprechen eine Sprache, die zum samoanischen Zweig der polynesischen Sprachen gerechnet wird. Pileni gehört damit zu den außerhalb des polynesischen Dreiecks liegenden Polynesischen Exklaven.